# Саммерфілд (Іллінойс)
Саммерфілд (англ. Summerfield) — селище (англ. village) в США, в окрузі Сент-Клер штату Іллінойс. Населення — 347 осіб (2020).

## Географія
Саммерфілд розташований за координатами 38°35′41″ пн. ш. 89°44′19″ зх. д. / 38.59472° пн. ш. 89.73861° зх. д. (38.594841, -89.738723).  За даними Бюро перепису населення США в 2010 році селище мало площу 1,11 км², з яких 1,10 км² — суходіл та 0,00 км² — водойми. В 2017 році площа становила 1,28 км², уся площа — суходіл.

## Демографія
Згідно з переписом 2010 року, у селищі мешкала 451 особа в 167 домогосподарствах у складі 119 родин. Густота населення становила 408 осіб/км².  Було 188 помешкань (170/км²).
Расовий склад населення:
| - 93,1 % — білих - 3,1 % — чорних або афроамериканців - 0,7 % — азіатів - 0,4 % — корінних американців |

До двох чи більше рас належало 2,2 %. Частка іспаномовних становила 0,9 % від усіх жителів.
За віковим діапазоном населення розподілялося таким чином: 24,4 % — особи молодші 18 років, 66,1 % — особи у віці 18—64 років, 9,5 % — особи у віці 65 років та старші. Медіана віку мешканця становила 38,1 року. На 100 осіб жіночої статі у селищі припадало 115,8 чоловіків;  на 100 жінок у віці від 18 років та старших — 110,5 чоловіків також старших 18 років.
Середній дохід на одне домашнє господарство  становив 63 993 долари США (медіана — 57 500), а середній дохід на одну сім'ю — 72 283 долари (медіана — 70 833). Медіана доходів становила 56 750 доларів для чоловіків та 33 750 доларів для жінок. За межею бідності перебувало 8,9 % осіб, у тому числі 3,8 % дітей у віці до 18 років та 15,0 % осіб у віці 65 років та старших.
Цивільне працевлаштоване населення становило 297 осіб. Основні галузі зайнятості: освіта, охорона здоров'я та соціальна допомога — 23,9 %, будівництво — 12,5 %, мистецтво, розваги та відпочинок — 12,1 %.